# Tetragnatha lewisi
Tetragnatha lewisi là một loài nhện trong họ Tetragnathidae.
Loài này thuộc chi Tetragnatha. Tetragnatha lewisi được miêu tả năm 1962 bởi Chickering.